# 1771 în literatură
Anul 1771 în literatură a implicat o serie de evenimente și cărți noi semnificative.  

## Cărți noi
- Claude Joseph Dorat - Les Sacrifices de l'amour
- Elizabeth Griffith - The History of Lady Barton
- The History of Sir William Harrington (anonim)
- John Langhorne - Letters to Eleonara
- Henry Mackenzie - The Man of Feeling
- Tobias Smollett - The Expedition of Humphry Clinker